# Jasujuki Konno
Jasujuki Konno (* 25. leden 1983) je japonský fotbalista a reprezentant.

## Reprezentace
S japonskou reprezentací se zúčastnil MS 2010 v Jihoafrické republice a MS 2014 v Brazílii.

## Statistiky
| Japonsko | Japonsko | Japonsko |
| Roky     | Záp.     | Góly     |
| -------- | -------- | -------- |
| 2005     | 3        | 0        |
| 2006     | 3        | 0        |
| 2007     | 8        | 0        |
| 2008     | 12       | 0        |
| 2009     | 7        | 0        |
| 2010     | 7        | 0        |
| 2011     | 15       | 1        |
| 2012     | 8        | 0        |
| 2013     | 15       | 0        |
| 2014     | 6        | 1        |
| 2015     | 3        | 0        |
| 2016     | 0        | 0        |
| 2017     | 6        | 2        |
| Celkem   | 93       | 4        |